# Fångad av en stormvind
«Fångad av en stormvind» (en español: "Atrapada por un viento tormentoso") es una canción interpretada por Carola Häggkvist que ganó el Festival de la Canción de Eurovisión 1991 representando a Suecia.
En el festival celebrado en Roma la canción fue interpretada en sueco en 8.º lugar de 22 canciones. Al final de la votación había recibido 146 puntos, al igual que la canción francesa. Fue declarada ganadora tras aplicarse las normas de desempate vigentes, por haber recibido un mayor número de puntuaciones más altas. Se trata por tanto de la canción ganadora por menor margen desde el festival de 1969.
Se trata de una canción rítmica en la que la cantante compara el amor por su pareja con los efectos de un viento huracanado. La versión en inglés se tituló "Captured by a Lovestorm" ("Atrapada por una tormenta de amor").
En las listas de ventas de sencillos, la canción llegó al número #3 en Suecia y al #6 en Noruega. El 28 de abril de 1991 llegó al número #1 de la lista de radio sueca Svensktoppen.